# Rainbow (empresa)
Rainbow S.p.A. é um estúdio de animação italiano fundado em 1995. O estúdio é propriedade conjunta de Iginio Straffi e Paramount Global, a empresa americana dona da Nickelodeon.
Iginio Straffi é o fundador da Rainbow. Ele já produzido e dirigiu 4 desenhos animados para a Rainbow, e um em co-produção com a Big Bocca Productions, Huntik. A série animada de maior sucesso e renome do estúdio é Winx Club, sendo esse um dos programas infantis mais difundidos do mundo.

## Produções Rainbow

### Séries animadas
- Tommy & Oscar (2000-2002): Uma animação da Rainbow que foi apenas para a Europa e alguns poucos lugares da América.

- Prezzemolo (2002-2003): Uma série de humor que só teve exibição na Europa.

- O Clube das Winx (2004-presente): É o desenho de animação de maior sucesso da Rainbow. O desenho já foi para todos os cantos do mundo e é fenômeno mundial entre meninos e meninas. A série foi relançada em 2011 com a estreia de novos especiais co-produzidos pela Nickelodeon.

- Monster Allergy (2005-2009): Uma outra série animada da Rainbow que já foi ao ar no Brasil pela Jetix, e em Portugal pela RTP2 e o Panda Biggs.

- Huntik: Secrets & Seekers (2009-2011): Uma co-produção da Rainbow com a Big Bocca Productions. Já foi vendido para mais de 20 redes de televisão mundial, incluindo o Canal Panda em Portugal.

- PopPixie (2010): uma série spin-off baseada em O Clube das Winx, também feita pelo estúdio, que foi ao ar no Brasil pela Nickelodeon e em Portugal pela TVI e pelo Canal Panda.

- O Mundo de Mia (coprodução; 2011-2018): uma série infantil italiana em live-action misturada com animação CGI, exibida no Brasil pelo Gloob e TV Cultura, e em Portugal pelo Canal Panda e TVI.

- Regal Academy (2016-2018): uma série animada produzida pela Rainbow S.r.l, exibida no Brasil pela Nickelodeon e pela TV Cultura.

- Maggie & Bianca Fashion Friends (2016-2017): um seriado em live-action produzido pelo estúdio, no Brasil já foi ao ar pela TV Cultura e Netflix.

- World of Winx (2016-2017): segundo spin-off de O Clube das Winx feito em parceria com a Netflix.

- 44 Gatos (2018-2021): animação pré-escolar em CGI, transmitida no Brasil pela Discovery Kids.

- Club 57 (2019-2021): telenovela coproduzida com a Nickelodeon da Itália.
- Gormiti - The New Era (2024): série italiana reboot de Gormiti em live-action misturada com animação CGI.[1][2]

### Filmes
- Tommy & Oscar: The Movie (2004): um filme baseado na animação Tommy & Oscar.
- O Clube das Winx: O Segredo do Reino Perdido (2007): um filme de animação 3D baseado na animação O Clube das Winx.
- O Clube das Winx 3D: Aventura Mágica (2010): segundo filme baseado em O Clube das Winx e sequela de O Segredo do Reino Perdido.
- Um Gladiador em Apuros (2012): um filme italiano em 3D produzido pela Rainbow.
- O Clube das Winx: O Mistério do Abismo (2014): terceiro filme baseado na série em O Clube das Winx.

## Redes
- Itália: RAI - Radiotelevisione Italiana
- Reino Unido: Nickelodeon, BBC, Cartoon Network (apenas um programa)